# バーミリオン (サウスダコタ州)
バーミリオン（Vermillion）は、アメリカ合衆国サウスダコタ州南東端に位置する都市。同州最大の都市スーフォールズの南約100kmに位置する。ラコタ語での名称はWaséoyuzeといい、これは「朱が得られた地」を意味する。人口は10,571人（2010年国勢調査）。バーミリオンに郡庁を置くクレイ郡1郡のみで成る小都市圏は人口13,864人（2010年国勢調査）を抱える。市域はミズーリ川の支流の1つであるバーミリオン川北岸の河岸段丘上に広がる。トウモロコシ、大豆、アルファルファ等を産出するこの地域の農業の中心地であると共に、州最古の高等教育機関であるサウスダコタ大学の大学町でもある。

## 歴史

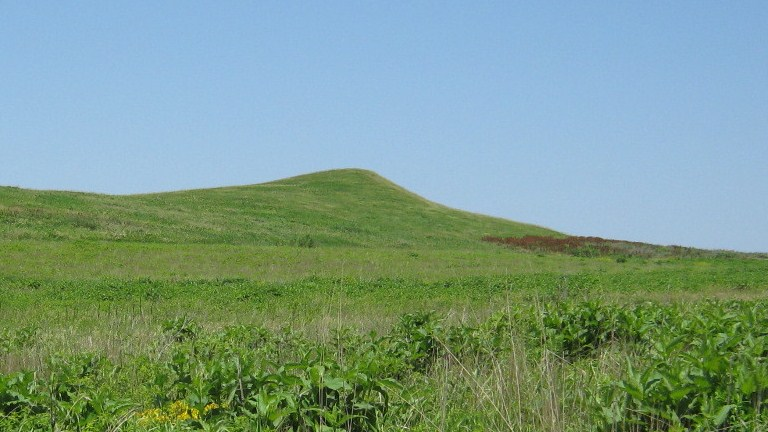
ルイスとクラークが登ったスピリット・マウンド。現在のバーミリオンから北へ約10kmにある。2002年に「スピリット・マウンド歴史草原」として州立公園に指定された。

今日のバーミリオン市があるこの地には、白人による入植が始まる前にはヤンクトン・スー族が住み着いていた。彼らは夏の間は風通しの良い崖上に住み、冬になると崖下に降りて風雪をしのいだ。彼らの墓地は崖線に沿って造られていた。
1804年、メリウェザー・ルイスとウィリアム・クラーク、およびその探検隊一行は、現在のバーミリオン市に程近い、バーミリオン川がミズーリ川に注ぐ合流点に野営し、そこからスピリット・マウンドへと向かった。その後、罠猟師や毛皮交易人が川を行き交うようになり、コロンビア毛皮会社がこの地に交易所を設けた。1843年には、ジョン・ジェームズ・オーデュボンが豊富な野鳥を求めてこの地を訪れた。
1844年8月8日、この地に初めて入植した白人は、イリノイ州を追われてミズーリ川を上ってきたモルモン教徒であった。十分な食料もないままこの地にやってきた彼らは、この地で豊富なバッファローの肉と蜂蜜を得た。1846年には、モルモン教徒たちは穀物を得るべく、この地に大きな農場を開いた。その後間もなく、彼らはミズーリ川を下り、オマハの近くから西進し、1847年7月にユタ州へとたどり着いた。
1859-60年にかけて、ヤンクトン・スー族はこの地を追われて連邦所有の土地へと移住させられ、ダコタ準州への入植者の移入が始まった。この頃の移入者には北欧系が多かった。クレイ郡の南西部にはノルウェー系が、郡中部にはスウェーデン系が、北部にはデンマーク系が、そして東部および南東部にはアイルランド系やフランス系がそれぞれ住み着いた。1862年には、準州都ヤンクトンで第1回準州議会が開かれ、その結果サウスダコタ大学の創立が決まり、同学がバーミリオンに置かれた。1873年にバーミリオンは町として正式に法人化し、その4年後、1877年にバーミリオンは市に昇格した。
しかし、1881年3月末から4月中旬にかけて、雪解け水に起因する洪水で、市の大部分が被災した。水が引くと市はすぐに復興したが、この時の教訓から、市街地は崖上の高いところに造り直された。
1908年の大統領選では、ウィリアム・タフトとウィリアム・ジェニングス・ブライアンの両候補がサウスダコタ州を鉄道で遊説し、ヤンクトンやミッチェル等を回り、バーミリオンでも演説を行った。1926年には、ジョン・フィリップ・スーザの指揮するスーザ吹奏楽団が、サウスダコタ大学のスレイグル講堂（現アーフス講堂）で公演を行った。

## 地理と気候
バーミリオンは北緯42度46分46秒 西経96度55分45秒 / 北緯42.77944度 西経96.92917度に位置している。州の最大都市スーフォールズからは南へ約100km、アイオワ州スーシティからは北西へ約55km、ネブラスカ州オマハからは北北西へ約200kmである。
アメリカ合衆国国勢調査局によると、バーミリオン市は総面積10.44km2（4.03mi2）である。その全域が陸地である。市域はミズーリ川の支流であるバーミリオン川北岸の河岸段丘上に広がっており、市中心部の標高は373mである。ネブラスカ州との州境になっているミズーリ川の河岸へは、最も市に近いところで、市中心部から南西へわずか4kmである。
バーミリオンの気候は、寒さの厳しい冬と、時折蒸し暑くなることのある夏に特徴づけられる、大陸性の気候である。最も暖かい7月の最高気温の平均は30℃を超えるが、最低気温は平均17℃まで下がり、平均気温は24℃である。最も寒い1月の平均気温は氷点下7℃、最低気温は平均氷点下13℃まで下がり、日中でも氷点下1℃程度までしか上がらない。降水量は初夏・夏季の5月から7月にかけては多く、月間80-95mm程度、逆に冬季の12月から2月にかけては少なく、月間12-18mm程度、その他の月は月間30-70mm程度である。また、冬季の11月から3月にかけては月間13-16cm程度の降雪が見られる。年間降水量は630mm程度、年間降雪量は85cm程度である。ケッペンの気候区分では、バーミリオンは中西部に広く分布する亜寒帯湿潤気候（Dfa）に属する。
|               | 1月  | 2月  | 3月  | 4月  | 5月  | 6月  | 7月  | 8月  | 9月  | 10月 | 11月 | 12月 | 年    |
| ------------- | ---- | ---- | ---- | ---- | ---- | ---- | ---- | ---- | ---- | ---- | ---- | ---- | ----- |
| 平均気温（℃） | -7.2 | -4.4 | 0.6  | 8.9  | 15.6 | 20.6 | 23.9 | 22.8 | 17.8 | 10.6 | 1.7  | -4.4 | 8.9   |
| 降水量（mm）  | 12.7 | 17.8 | 35.6 | 63.5 | 91.4 | 96.5 | 83.8 | 73.7 | 68.6 | 40.6 | 27.9 | 15.2 | 627.3 |
| 降雪量（cm）  | 15.7 | 16.5 | 13.0 | 6.4  | -    | -    | -    | -    | -    | 2.3  | 13.0 | 16.8 | 83.7  |

## 政治

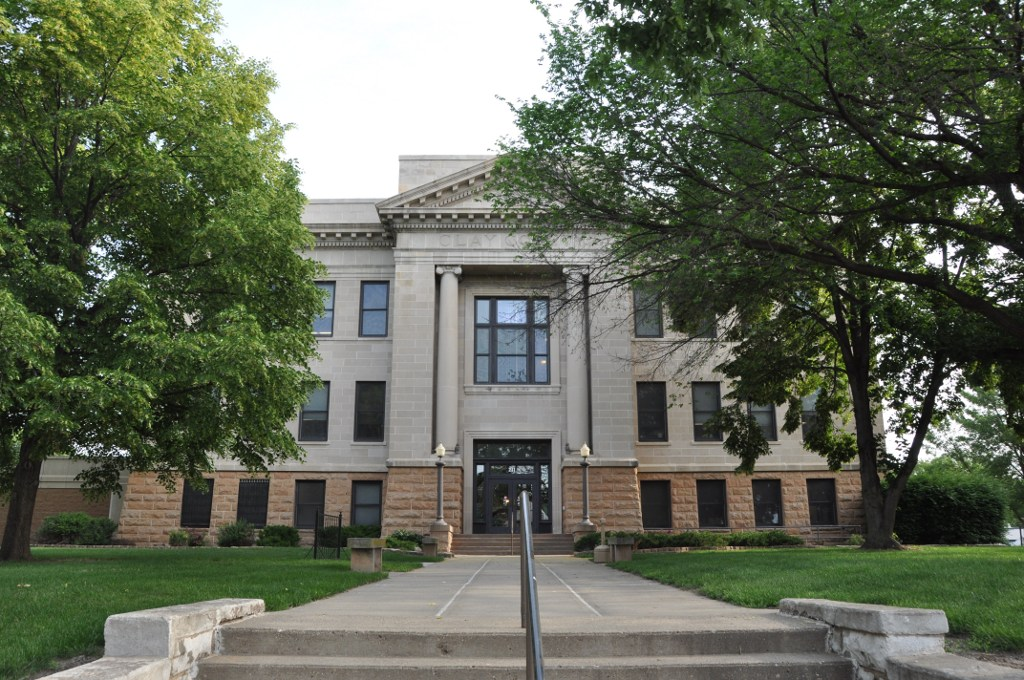
クレイ郡庁舎

バーミリオンは1966年以来、シティー・マネージャー制を採っている。市の政治体である市議会は市長および8人の市議員から成っている。市議員は市を4つに分けた選挙区から2人ずつ選出され、その任期は4年で、2年ごと（偶数年）に半数が改選される。市長は全市から選出され、その任期は4年である。市議会はシティー・マネージャーを雇い、市政府運営に関わる幅広い権限を与える。
市の立法機関である市議会が条例や政策を制定するのに対し、それらの条例や政策を実際に施行するのが、市の行政実務の最高責任者たるシティー・マネージャーの役割である。市職員の人事を含む行政実務に加えて、市のパブリック・リレーションズもシティー・マネージャーの責務の1つである。シティー・マネージャーは市議会への報告義務を負う。
この他にも、市長が市議会の合意の下にその理事/委員を任命する、様々な理事会・委員会が設置されている。図書館理事会はバーミリオン公立図書館の運営・サービス・プログラムを監督し、図書館長を任命する。都市計画委員会は長期的視点に立って都市計画を監督する。第1地区・第2地区事業改善理事会は共に、それぞれの管轄地区における事業開発予算の使途について市議会に提言する。合同廃棄物処理理事会は、後述の合同廃棄物処理のコスト削減を図る。この他にも、市の歴史的遺産の保存を促進する歴史保存委員会、市民および訪問者の人権を守る人間関係委員会、住宅局を監督するバーミリオン住宅局理事会、市の緑を維持し、適切な植林を促進する緑化理事会が置かれている。
1994年、バーミリオンは廃棄物処理の効率化のため、クレイ郡、ヤンクトン市、およびヤンクトン郡と、廃棄物処理施設の所有、運営、および予算を共同で受け持つ協定を結んだ。この協定の下、バーミリオン・ヤンクトン両市は下記の廃棄物処理施設を共同で用い、廃棄物処理にかかる予算も分け合っている。また、これらの施設では、ユニオン郡、エルクポイント市、およびセンタービル市からも、この合同廃棄物処理機構の顧客として廃棄物を受け入れ、処理している。
- バーミリオン市立ミズーリ・バレー・リサイクルセンター
- バーミリオン市・クレイ郡埋立地
- ヤンクトン市立廃棄物転換・リサイクル施設

## 交通
バーミリオンに最も近い商業空港はアイオワ州スーシティの中心部から南へ約11kmに立地するスー・ゲートウェイ空港（IATA: SUX）で、バーミリオンの中心部からは車で約40分である。この空港にはアメリカン航空によるシカゴ・オヘア国際空港からの便が1日3便、ダラス・フォートワース国際空港からの便が1日1便就航している。デルタ航空およびユナイテッド航空の便は、バーミリオンから車で約1時間のスーフォールズ地域空港（IATA: FSD）か、約2時間のエプリー・エアフィールド（ネブラスカ州オマハ、IATA: OMA）に発着する便を使うことになる。バーミリオン川の南岸、市域のすぐ南に隣接する市営のハロルド・デイビッドソン・フィールド（IATA: VMR）は、ゼネラル・アビエーションと呼ばれる、自家用機やチャーター機等の発着に専ら使われる空港で、定期旅客便は就航していない。
バーミリオン市内には州間高速道路は通っていないが、市の東約10kmをI-29が通っており、市とは4車線の州道50号線で結ばれている。I-29は北へはスーフォールズ・ノースダコタ州ファーゴを経てカナダとの国境へ、また南へはスーシティ・オマハを経てミズーリ州カンザスシティへと通ずる。州道50号線は、バーミリオンから西へはヤンクトンへと通じている。
障がい者支援を主事業とするセスダック（Sesdac）は、「バーミリオン公共交通」（Vermillion Public Transit）として、利用者の依頼に応じてバーミリオン市内や周辺はもとより、ヤンクトンやスーフォールズへも走るデマンドバスを運行している。このデマンドバスの本部では、グレイハウンドと提携しているジェファーソン・ラインズのチケットも取り扱っている。ただし、同社のバスが実際に停車するバスストップはその3ブロック東・1ブロック北、サウスダコタ大学キャンパスのすぐ西にあるマクドナルドの店舗に併設されている。このバスストップには、スーフォールズ方面とスーシティ・オマハ方面とを結ぶバスが停車する。

## 教育

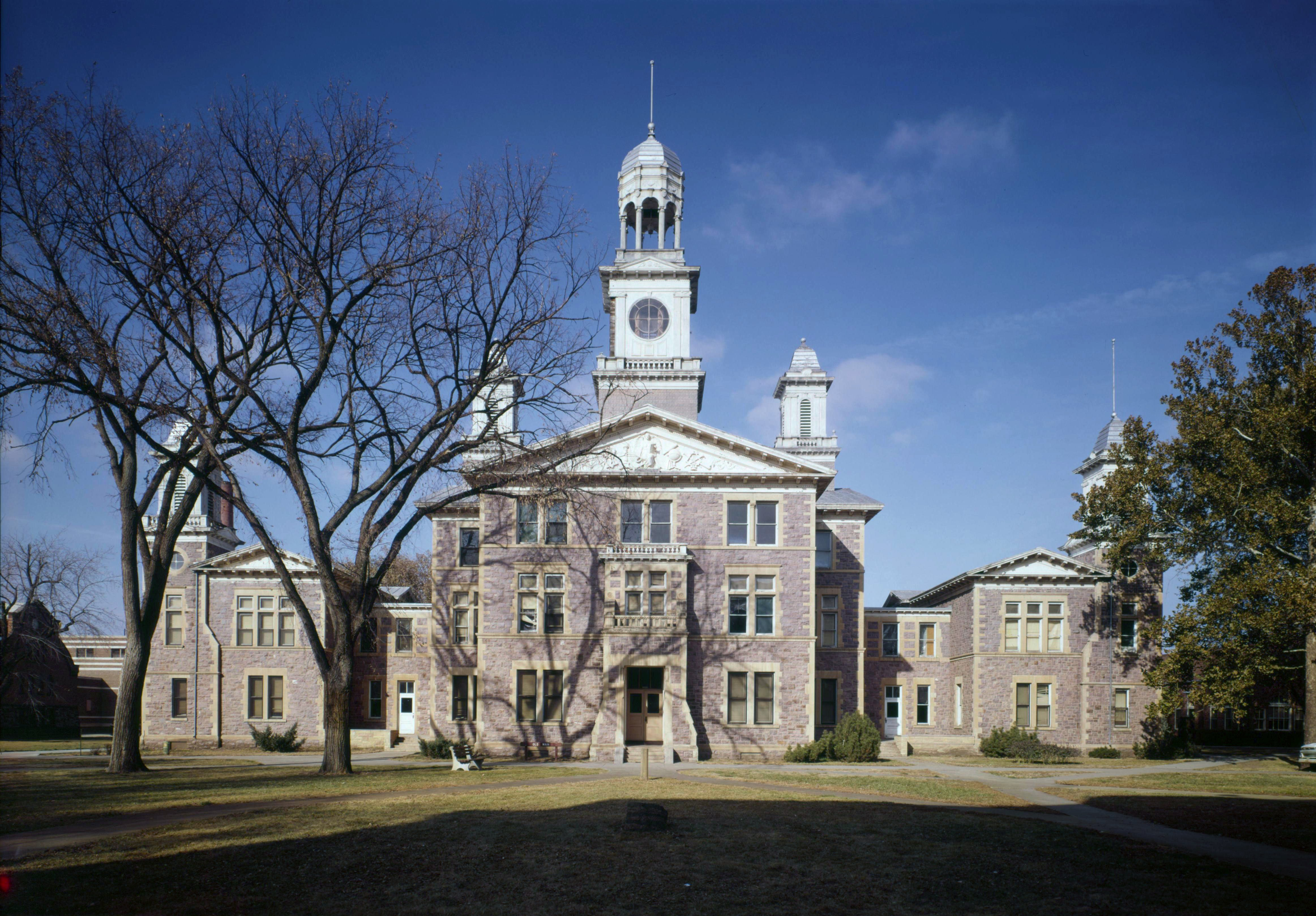
サウスダコタ大学

サウスダコタ大学（USD）は市中心部のすぐ北東に274エーカー（1,109,000m2）のキャンパスを構えている。同学はダコタ準州時代、1862年に創立した州最古の高等教育機関である。同学は教養・経営・教育・芸術・保健の5学部、および州唯一のロースクール・メディカルスクールを含む大学院を有する州立総合大学で、学部で200以上、大学院で70以上の専攻プログラムを提供し、学部に約7,600人、大学院に約2,400人の学生を抱えている。加えて、同学はスーフォールズにコミュニティ・カレッジを置いている。2001年、小樽商科大学は同学と学生交換協定を結んだ。同学のスポーツチーム、コヨーテズは男子6種目、女子10種目で競っており、ほとんどの競技においてNCAAディビジョンIに属するサミット・リーグ（フットボールはFCS（旧I-AA）のミズーリバレー・フットボール・カンファレンス）に所属している。サウスダコタ大学は、USニューズ&ワールド・レポートの大学ランキングでは、全米の総合大学の中で250位前後という評価を受けている。
バーミリオンにおけるK-12課程は、バーミリオン学区の管轄下にある公立学校によって主に支えられている。同学区は小学校2校、中学校1校、高校1校を有し、約1,200人の児童・生徒を抱えている。
市中心部の東端に建つエディス・B・シーグリスト・バーミリオン公立図書館は、もともとは1903年にアンドリュー・カーネギーより総額10,000ドル（当時）の寄付を受けて建てられたもので、それ以来バーミリオン市当局のサポートを受けてきた。現在建っている図書館は、1978年にもともとの図書館の隣に新築されたものである。

## 文化と名所

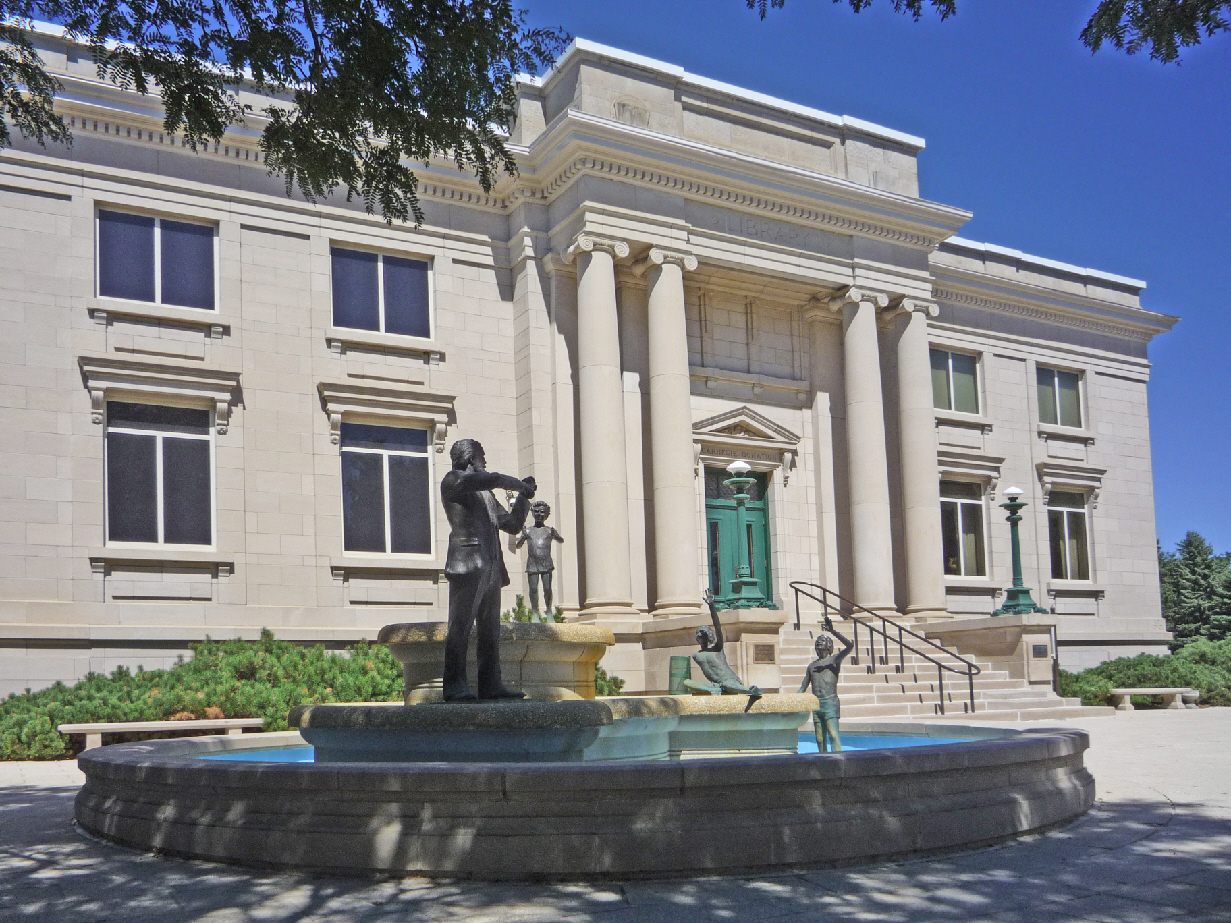
国立音楽博物館（2008年）

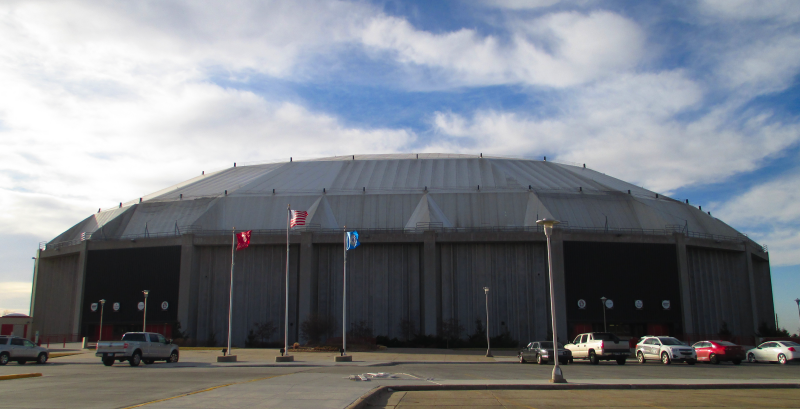
ダコタドーム

サウスダコタ大学は市の文化の中心でもある。キャンパス内に立地する国立音楽博物館は、古楽器から現代楽器まで、ストラディバリウスをはじめとする貴重な楽器から世界各地の民族楽器に至るまで、15,000点以上の楽器を所蔵・展示している。同館はニューヨーク・タイムズ紙でも「音楽のスミソニアン」と紹介されている。なお、2019年11月現在、国立音楽博物館は増築および改修のために閉館しており、再開館は2021年の予定となっている。
同じくサウスダコタ大学のキャンパス内にはW・H・オーバー博物館が立地する。同館は動植物の標本や化石、鉱石など、サウスダコタ州の自然史および文化史に関する事物を所蔵・展示している。
キャンパス内にはダコタドームという多目的アリーナも建っている。1979年に建てられた、最大10,000席を有するこのアリーナは、サウスダコタ・コヨーテズのフットボール、陸上競技、および競泳・飛び込みの各チームの本拠地となっている。また、コヨーテズの試合のほかには、このアリーナは高校フットボールの州大会決勝や、ダコタ農業ショーなどのイベントにも使われている。

## 人口推移
以下にバーミリオン市における1880年から2010年までの人口推移をグラフおよび表で示す。なお、バーミリオン小都市圏はクレイ郡1郡のみから成っている。
| 統計年 | 人口     |
| ------ | -------- |
| 1880年 | 714人    |
| 1890年 | 1,496人  |
| 1900年 | 2,188人  |
| 1910年 | 2,187人  |
| 1920年 | 2,590人  |
| 1930年 | 2,850人  |
| 1940年 | 3,324人  |
| 1950年 | 5,337人  |
| 1960年 | 6,102人  |
| 1970年 | 9,128人  |
| 1980年 | 10,136人 |
| 1990年 | 10,034人 |
| 2000年 | 9,765人  |
| 2010年 | 10,571人 |

## 姉妹都市
バーミリオンは以下1都市と姉妹都市提携を結んでいる。
- ラーティンゲン（ドイツ・ノルトライン＝ヴェストファーレン州） - 1969年締結[36]

## 註
1. 1 2 3 4 5  City Facts. Vermillion Development Company. 2019年11月19日閲覧.
2. ↑  Ullrich, Jan F. New Lakota Dictionary. 2nd Ed. Bloomington, Indiana: Lakota Language Consortium. 2014年. ISBN 978-0-9761082-9-0.
3. 1 2  American FactFinder. U.S. Census Bureau. 2011年2月4日.
4. ↑  Sapp, Methea, Kelly Enright, Terri Nichols, Jason Ney, and Donelle N. Dreese. America's Natural Places. p.102. Santa Barbara, California: Greenwood/ABC-CLIO. 2009年. ISBN 978-0313353185.
5. 1 2 3 4  History of Vermillion. Vermillion Area Chamber of Commerce. 2019年11月21日閲覧.
6. 1 2  History of Vermillion, SD. South Dakota Genealogy Trails. 2019年11月21日閲覧.
7. ↑  Tingley, Ralph. Brass Bands and Huzzahs: Politics at the Corn Palace, 1908. Journal of the South Dakota State Historical Society. Vol.12. Issue 1. 1982年3月23日.
8. ↑  Bierley, Paul Edmund. The Incredible Band of John Philip Sousa. p.190. Urbana: University of Illinois Press. 2006年. ISBN 978-0252031472.
9. 1 2  Historical Weather for Vermillion, South Dakota, United States of America. Weatherbase.com. 2019年11月17日閲覧.
10. 1 2  About Our Government. City of Vermillion. 2019年11月19日閲覧.
11. ↑  City Manager. City of Vermillion. 2019年11月19日閲覧.
12. ↑  Solid Waste. City of Vermillion. 2019年11月19日閲覧.
13. ↑  AirportIQ 5010. (Form 5010: Sioux Gateway/Brig Gen Bud Day Field) Airport Master Record. Federal Aviation Administration. 2019年11月7日. 2019年11月20日閲覧.
14. ↑  Home. Sioux Gateway Airport. 2019年11月20日閲覧.
15. ↑  Airport. City of Vermillion. 2019年11月20日閲覧.
16. ↑  Airport Information. Department of Transportation, State of South Dakota. 2019年11月20日閲覧.
17. ↑  出典の文章には「国道50号線」と記されているが、これは誤りである。出典に併せて掲載されている地図では、国道番号ではなく、州道番号を示す楕円囲みになっている。国道50号線はバーミリオン市域はおろか、サウスダコタ州域をかすりもしていない。
18. 1 2  Vermillion Public Transit. Sesdac. 2019年11月20日閲覧.
19. 1 2  South Dakota. Jefferson Lines. 2019年11月20日閲覧.
20. ↑  All-State System Map. Jefferson Lines. 2019年11月20日閲覧.
21. 1 2  USD at a Glance. University of South Dakota. 2019年11月21日閲覧.
22. ↑  Academics. University of South Dakota. 2019年11月21日閲覧.
23. ↑  USD Community College for Sioux Falls. University of South Dakota. 2019年11月21日閲覧.
24. ↑  学生交換協定締結校一覧. 小樽商科大学. 2019年11月30日閲覧.
25. ↑  Home. The Summit League. 2019年11月21日閲覧.
26. ↑  Home. Missouri Valley Football Conference. 2019年11月21日閲覧.
27. ↑  South Dakota Coyotes Home. University of South Dakota. 2019年11月21日閲覧.
28. ↑  Best Colleges 2020: National Universities Rankings. U.S. News & World Report. 2019年. 2019年10月4日閲覧.
2020年版（2019年発行）では263位であった。
29. ↑  Our District. Vermillion School District. 2019年11月21日閲覧.
30. ↑  What We're About. Edith B. Siegrist Vermillion Public Library. 2019年11月21日閲覧.
31. 1 2  History. National Music Museum. 2019年11月22日閲覧.
32. ↑  Woolfe, Zachary. The National Music Museum, an Unlikely Eden in South Dakota. New York Times. 2015年9月2日. 2019年11月22日閲覧.
33. ↑  Home, About Us. W.H.Over Museum. 2019年11月22日閲覧.
34. ↑  The DakotaDome. University of South Dakota. 2019年11月22日閲覧.
35. ↑  Gibson, Campbell. Population of the 100 Largest Cities and Other Urban Places in the United States: 1790 to 1990. US Census Bureau. 2005年.
36. ↑  Vermillion, Süd Dakota, USA. Stadt Ratingen. 2019年11月17日閲覧.